# Christine Muscheler-Frohne

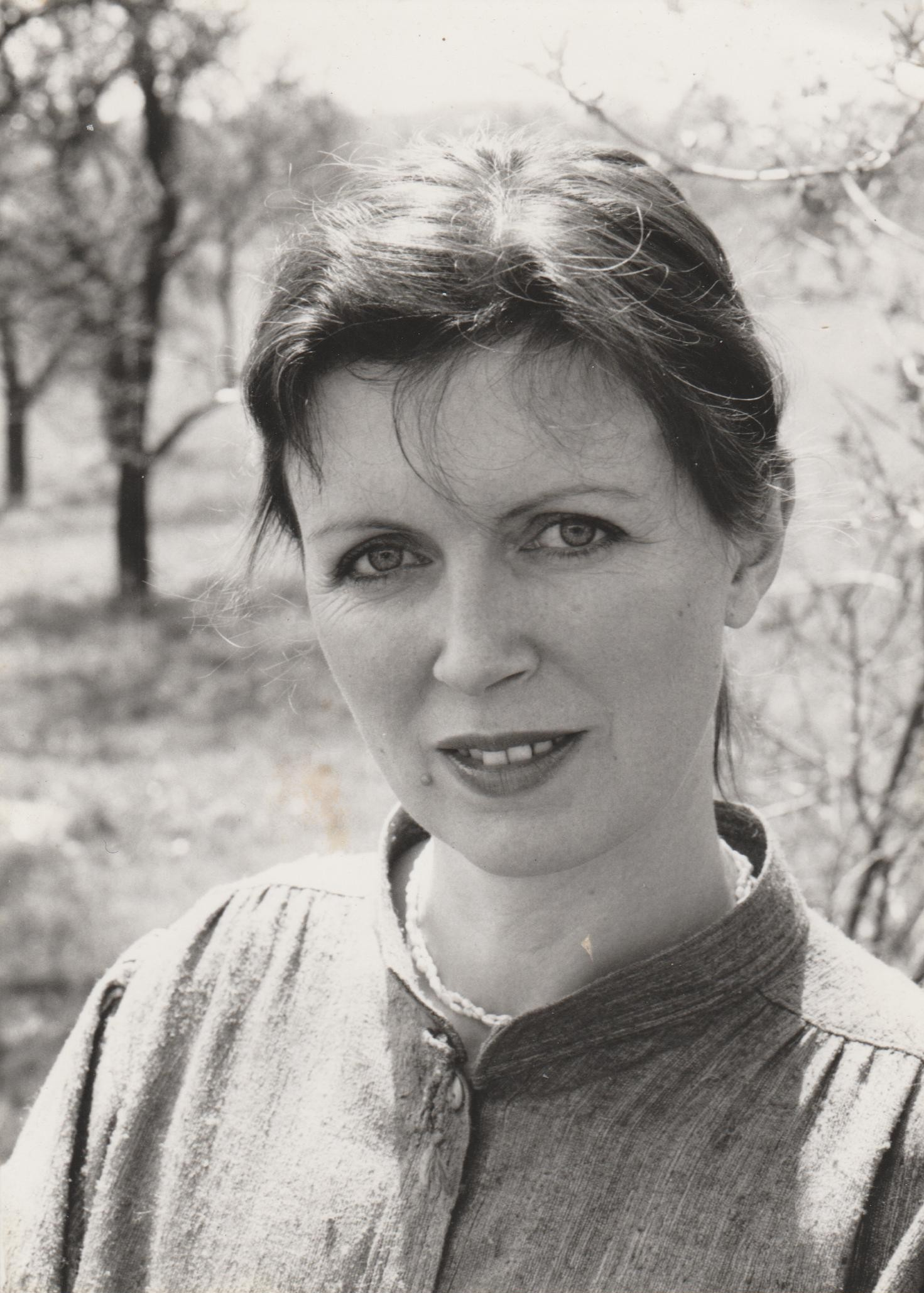
Christine Muscheler-Frohne (Landtagskandidatur 1987)

Christine Muscheler-Frohne (* 2. April 1950 in Beuren am Ried) ist eine deutsche Politikerin aus dem Landkreis Rottweil. Sie gehört zu den Gründungsmitgliedern der Grünen Baden-Württemberg mit der Mitgliedsnummer 325, war 1980 bis 1984 Mitglied des ersten Landesvorstands und 1988 bis 1992 Abgeordnete des Landtags von Baden-Württemberg.

## Werdegang
Nach der Mittleren Reife wurde Christine Muscheler-Frohne zur Kindergärtnerin ausgebildet. Über den zweiten Bildungsweg absolvierte sie in Freiburg eine Ausbildung zur Grund- und Hauptschullehrerin mit der Fächerkombination Kunsterziehung und Deutsch und war anschließend als Lehrerin in Rottweil tätig. Seit Mitte der 1970er Jahre war sie in der Ökologiebewegung und in Bürgerinitiativen gegen Atomkraftwerke aktiv (Widerstand gegen das Kernkraftwerk Wyhl mit Bauplatzbesetzung). 1979 vertrat sie den Landkreis Rottweil auf der Gründungsversammlung der Grünen in Sindelfingen. Sie war außerdem maßgeblich an der Gründung des Kreisverbandes Rottweil der Grünen beteiligt. Im Vorfeld des Parteitags 1980, auf dem der erste reguläre Landesvorstand gewählt werden sollte, organisierte sie in der Alten Kirche in Fluorn-Winzeln (Landkreis Rottweil) ein Frauentreffen, auf dem eine Erklärung zur Gleichberechtigung zwischen Mann und Frau formuliert wird. In ihrer ersten öffentlichen Rede auf dem Parteitag fordert Christine Muscheler-Frohne erfolgreich einen paritätisch besetzten Landesvorstand und eine Frauenquote nach dem Reißverschlussprinzip in allen Ämtern und Mandaten der Partei.

## Parteiämter und Politikfelder
Von 1980 bis 1984 gehörte sie dem Landesvorstand der Grünen an. Als dessen Sprecherin versuchte sie, die Partei trotz unterschiedlichster Politikfelder, in denen Interessen Grüner vertreten waren, zu einen. Zu ihnen gehörten die Friedensfrage mit der Vorstellung einseitiger Abrüstung und Ablehnung der Militärblöcke, die Ablehnung von Kernkraftwerken, die Ablehnung von Großprojekten (Flughafenbau, Rhein-Main-Donau-Kanal), die Umweltpolitik (Waldsterben, Abfallvermeidung, Energiewende) und die Frauenfrage (§ 218, Luise Pusch, „Quotierung“).
1984 kandidierte sie im Wahlkreis Bodensee für den Landtag von Baden-Württemberg, verfehlte mit dem zweitbesten grünen Wahlkreisergebnis im Regierungsbezirk Tübingen jedoch den Einzug, da den Grünen hier nur ein Sitz zustand. Sie wäre aber 1986 für Fritz Kuhn nachgerückt, wenn Kuhns damaliger grüner Kreisverband Tübingen sich nicht knapp für die Aufhebung des ursprünglich gefassten Rotationsbeschlusses entschieden hätte. Im Gegenzug wurde sie zur Landtagswahl 1988 im sicheren Wahlkreis Tübingen nominiert und gehörte über ein Zweitmandat bis 1992 dem Landtag an. Sie war in dieser Zeit energiepolitische Sprecherin der Fraktion und stellvertretendes Mitglied des Umweltausschusses.

## Engagement in Initiativen
- Mitglied im Landesarbeitskreis Frauen
- Delegierte der Grünen im Landesfrauenrat BW (bis Anfang 1991)
- Mitglied des Bund für Umwelt und Naturschutz BUND
- Gründungsmitglied der „Nach-Tschernobyl-Bürgerinitiative für eine Welt ohne atomare Bedrohung“
- Gründungsmitglied „Initiative Freie Energiestadt Rottweil“

## Einordnung

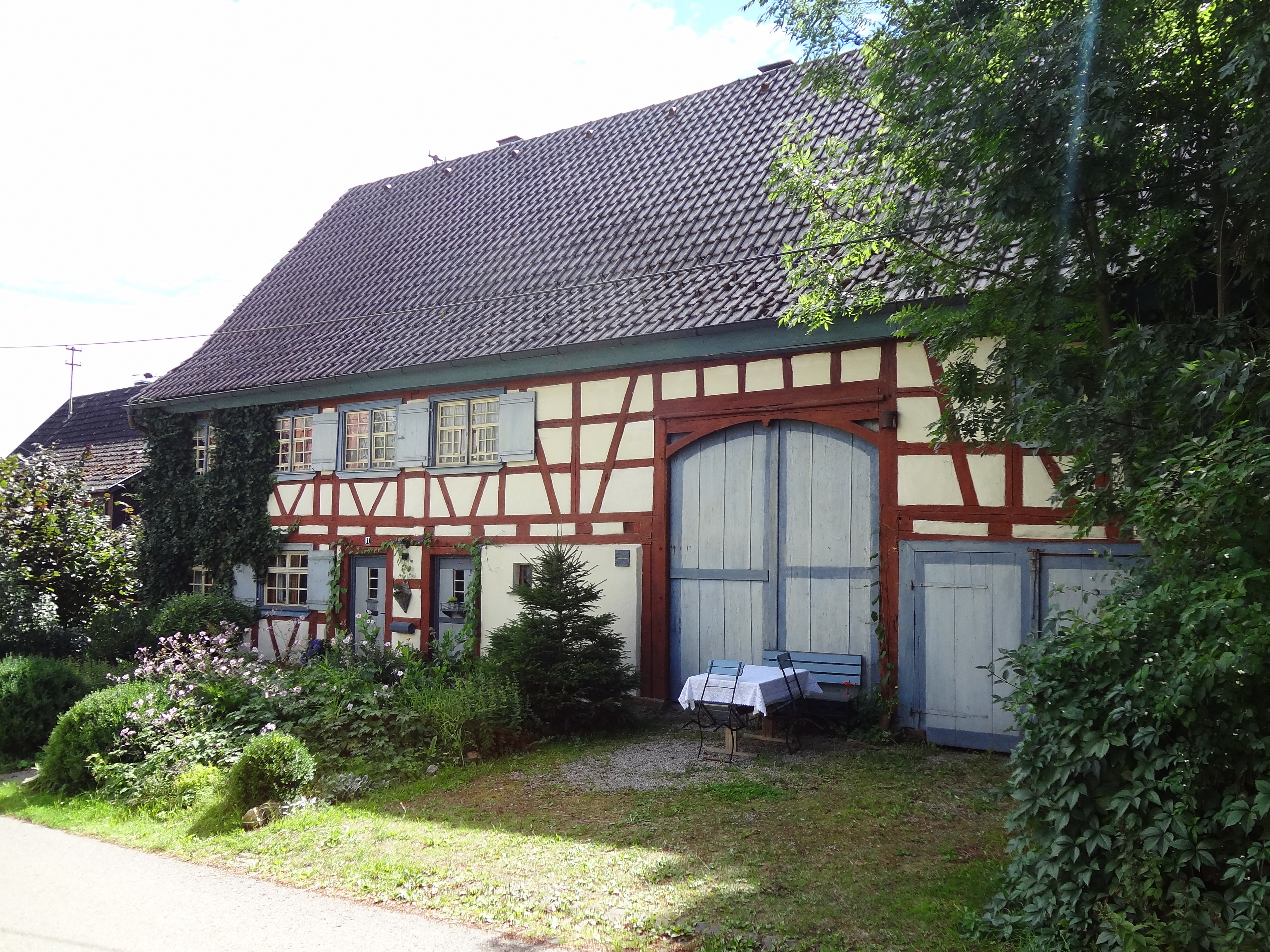
Bauernhaus Sinkinger Weg

Muscheler-Frohne galt in der damaligen Landtagsfraktion der Grünen als Exponentin des linken Parteiflügels, so dass ihr Einfluss in der von Vertretern des realpolitischen Flügels dominierten Fraktion gering blieb. Bei der Vereidigung von Erwin Teufel, der nach dem Rücktritt Ministerpräsident Lothar Späths 1991 zu dessen Nachfolger gewählt wurde, sorgte Christine Muscheler-Frohne mit ihrem Fraktionskollegen Jürgen Rochlitz für einen Eklat. Die beiden zum fundamentalistischen Flügel gerechneten Abgeordneten entrollten ein Transparent mit der Aufschrift: Bei jeder Waffenschieberei ist Baden-Württemberg dabei. Sie wurden des Saales verwiesen. In einem Interview des SDR kündigte sie ihren Parteiaustritt an, falls die Partei das Bekenntnis zum Pazifismus aus ihrem Programm streiche. Die unverhohlene Kritik auch an der eigenen Partei führte zu Spekulationen, sie habe sich von ihr so weit distanziert, dass dies als Austritt zu werten sei. Sie lebte 2019 noch immer in ihrem selbst renovierten Bauernhaus in Zimmern ob Rottweil, wo sie sich als „Nebenerwerbslandwirtin“ überwiegend von eigenen Erzeugnissen aus Gartenanbau versorgte.